# Айда-Гров
Айда-Гров (англ. Ida Grove) — город в США, в округе Айда штата Айова. Население — 2051 человек (2020).

## География
Айда-Гров расположена по координатам 42°20′39″ с. ш. 95°28′24″ з. д. (42.344248, -95.473367). По данным Бюро переписи населения США в 2010 году город имел площадь 5,47 км², из которых 5,45 км² — суша и 0,02 км² — водоёмы.

## Демография
| Год переписи                          | Нас. |  | %±     |
| ------------------------------------- | ---- |  | ------ |
| 1870                                  | 30   |  | —      |
| 1880                                  | 759  |  | 2430%  |
| 1890                                  | 1563 |  | 105,9% |
| 1900                                  | 1967 |  | 25,8%  |
| 1910                                  | 1874 |  | −4,7%  |
| 1920                                  | 2020 |  | 7,8%   |
| 1930                                  | 2206 |  | 9,2%   |
| 1940                                  | 2238 |  | 1,5%   |
| 1950                                  | 2202 |  | −1,6%  |
| 1960                                  | 2265 |  | 2,9%   |
| 1970                                  | 2261 |  | −0,2%  |
| 1980                                  | 2285 |  | 1,1%   |
| 1990                                  | 2357 |  | 3,2%   |
| 2000                                  | 2350 |  | −0,3%  |
| 2010                                  | 2142 |  | −8,9%  |
| 2020                                  | 2051 |  | −4,2%  |
| 1870–2020 Десятилетняя перепись в США |      |  |        |

Согласно переписи 2010 года, в городе проживали 2142 человека в 966 домохозяйствах в составе 590 семей. Плотность населения составляла 391 человек/км². Было 1080 квартир (197/км²).
Расовый состав населения:
| - 98,2% — белых - 0,3% — чёрных или афроамериканцев - 0,2% — коренных американцев - 0,1% — азиатов |

К двум или более расам принадлежало 0,7%. Доля испаноязычных составила 0,8% всего населения.
По возрастному диапазону население распределялось следующим образом: 23,7% — лица младше 18 лет, 52,7% — лица в возрасте 18-64 лет, 23,6% — лица в возрасте 65 лет и старше. Медиана возраста жителя составила 46,7 лет. На 100 человек женского пола в городе приходилось 91,6 человека; на 100 женщин в возрасте от 18 лет и старше — 83,9 мужчин также старше 18 лет.
Средний доход на одно домашнее хозяйство составил 53 609 долларов США (медиана — 40 294), а средний доход на одну семью — 64 144 доллара (медиана — 50 882). Медиана доходов составляла 43 897 долларов для мужчин и 29 181 доллар для женщин. За чертой бедности находилось 15,4% лиц, в том числе 21,1% детей в возрасте до 18 лет и 1,7% лиц в возрасте 65 лет и старше.
Гражданское трудоустроенное население составляло 1026 человек. Основные области занятости: образование, здравоохранение и социальная помощь — 23,5%, производство — 21,3%, розничная торговля — 8,6%, искусство, развлечения и отдых — 7,5%.